# Antonio Bernacchi
Antonio Bernacchi, erroneamente indicato dalla letteratura musicale contemporanea con il doppio nome proprio di Antonio Maria (Bologna, 21 giugno 1685 – Bologna, 16 marzo 1756) è stato un contralto castrato e maestro di canto italiano, figura di spicco nel panorama musicale della prima metà del Settecento. 
Allievo di Francesco Antonio Pistocchi, divenne virtuoso di successo sulle scene d’Italia, nelle corti germaniche e in Inghilterra. A carriera inoltrata raccolse intorno a sé un folto gruppo di allievi – vi si annoverarono numerosi nomi noti poi divenuti famosi nella generazione successiva – e fu princeps dell’Accademia Filarmonica di Bologna per ben due volte consecutive.

## Biografia
Nato a Bologna il 21 giugno 1685, da Angelo Maria e da Maria Maddalena Rossi (probabilmente non originari della città), il piccolo fu battezzato l'indomani con il solo nome di 'Antonio', e come tale fu conseguentemente conosciuto nei secoli XVIII (spesso "Antonio Bernachi", sui libretti) e XIX. Sono noti, secondo Valentina Anzani, soltanto tre casi documentali d'epoca, tra di loro non collegati, nei quali, essendo nominati sia il padre che il figlio e grazie probabilmente anche al fatto che i nomi di entrambi cominciavano con la stessa lettera 'A', il secondo nome proprio del padre, 'Maria', veniva erroneamente spostato sul figlio. Si tratta di una procura notarile e di un'annotazione sui registri funerari parrocchiali, nonché dell'errata trascrizione dell'atto di battesimo effettuata, nell'ambito del suo enorme lavoro di recupero della produzione documentale bolognese, dall'erudito e professore onorario di paleografia e diplomatica Baldassarre Antonio Maria Carrati (1735 - 1812), il quale, per di più, sbagliava anche nel riportare la data di nascita (23 anziché 21 giugno). Nel primo studio su base documentaria dedicato al cantante nel secolo XX, sulla Rivista Musicale Italiana (1922), Lodovico Frati (1855 - 1941), che pure, nel titolo e lungo tutto il saggio, continuava a riferirsi al cantante come «Antonio Bernacchi», citava anche l'atto di nascita imperfettamente trascritto dal Carrati e dava conseguentemente atto che il corretto nome completo era da intendersi come «Antonio Maria Bernacchi di Angelo Maria Bernacchi e Maria Maddalena Rossi», attribuendogli inoltre la data di nascita del 23 giugno. E sono proprio questi ultimi dati, nome e giorno di nascita, che sono diventati quelli comunemente utilizzati da tutta la letteratura internazionale intorno al cantante, almeno fino ai recenti studi dell'Anzani.
Essendo di famiglia di umilissime origini e primo sopravvissuto tra diversi fratelli e sorelle, fu sottoposto, in un momento e in circostanze imprecisate, all'intervento di evirazione, e, divenuto allievo del famoso castrato e maestro di canto, Francesco Antonio Pistocchi, passò più anni presso di lui, venendo assoggettato a lunghi esercizi per assicurarne l'appoggio della voce, l'emissione del suono e il fraseggio. I suoi progressi giustificarono le cure dell'insegnante e la sua apparizione a teatro produsse un effetto straordinario.
Nel 1709 si esibì a Venezia, l'anno seguente cantò a Bologna e nel 1713 alla corte dei Farnese a Parma. Nel 1716 esordì a Londra, su invito di Händel, per il teatro che allora dirigeva a Londra (secondo altre fonti venne ingaggiato nel 1729).
Fu verso tale epoca che questo grande cantante cambiò il suo stile, e fece sentire per la prima volta quei tratti di canto che i francesi chiamano roulades, ovvero i gorgheggi, che sviluppò prendendo come riferimento la musica strumentale. Questa nuova maniera di cantare ebbe un successo prodigioso e instradò tutti gli altri cantanti verso una nuova era, malgrado la crisi dei sostenitori dell'antico metodo che accusavano Bernacchi di mandare alla malora l'antica scuola.
Poco dopo entrò al servizio dell'elettore di Baviera e quindi dell'imperatore.
Martinelli, nel suo dizionario di aneddoti, dice di lui che aveva sacrificato l'espressione al desiderio di mettere in mostra la sua abilità nell'esecuzione dei passaggi più difficili. Algarotti sembra confermare questo giudizio nel suo saggio sull'opera, dicendo che era il maggior responsabile degli abusi che si tolleravano allora nell'opera. Jean Jacques Rousseau assicura anche (Dictionnaire de la musique) che Bernacchi, sentendo un giorno un suo vecchio allievo esclamò: « Ah! Sventurato che sono! Io ti ho insegnato a cantare e tu vuoi suonare!»
Negli anni 1726 e 1727 cantò a Torino e a Bologna ebbe modo di incontrare il suo famoso collega Carlo Broschi detto Farinelli, che dapprima gli chiese lezioni e in seguito accettò di esibirsi assieme.
Il desiderio di far conoscere il nuovo stile portò Bernacchi a far ritorno in pianta stabile in Italia, verso il 1736 fondò una scuola di canto da cui uscirono il tenore Raaff, Amadori, il maestro Mancini, Guarducci, e un buon numero di altri virtuosi. Da quel momento si dedicò soprattutto all'insegnamento. Nel 1748 divenne direttore (princeps) dell'Accademia Filarmonica di Bologna, della quale era membro già dal 1722 e diresse i concerti effettuati nella chiesa di San Giovanni in Monte.
Tenne un rapporto epistolario con Metastasio.
Morì nella sua città natale nel 1756.
La sua lapide si trova nel cimitero monumentale della Certosa di Bologna: per volere dei suoi allievi è stata posta nel "Corridoio delle lapidi", ossia nel corridoio che collega il cortile della chiesa al Chiostro del 1500, ad est della Sala Weber.

## Considerazioni sull'artista
Nonostante l'opinione di molti autori che gli attribuiscono l'invenzione delle roulades e dei gorgheggi, egli non fece che riportare in auge ornamentazioni già usate nel sedicesimo secolo. Bernacchi fu anche un abile compositore: si hanno di lui arie e duetti per voce e strumenti con accompagnamento di basso continuo.